# Congettura di Szpiro
Nella teoria dei numeri, la congettura di Szpiro riguarda la relazione esistente tra il conduttore e il discriminante di una curva ellittica. In una forma generale, è equivalente alla ben nota congettura abc. Prende il nome da Lucien Szpiro che la formulò negli anni ottanta.
La congettura afferma che, dato ε> 0, esiste una costante C(ε) tale che per ogni curva ellittica E definita su Q con discriminante minima Δ e conduttore f, abbiamo:
{\displaystyle \vert \Delta \vert \leq C(\varepsilon )\cdot f^{6+\varepsilon }.\,}
La congettura di Szpiro modificata afferma che, dato ε> 0, esiste una costante C(ε) tale che per ogni curva ellittica E definita su Q  con invarianti c4, c6 e conduttore f, abbiamo:
{\displaystyle \max\{\vert c_{4}\vert ^{3},\vert c_{6}\vert ^{2}\}\leq C(\varepsilon )\cdot f^{6+\varepsilon }.\,}